# Bellu

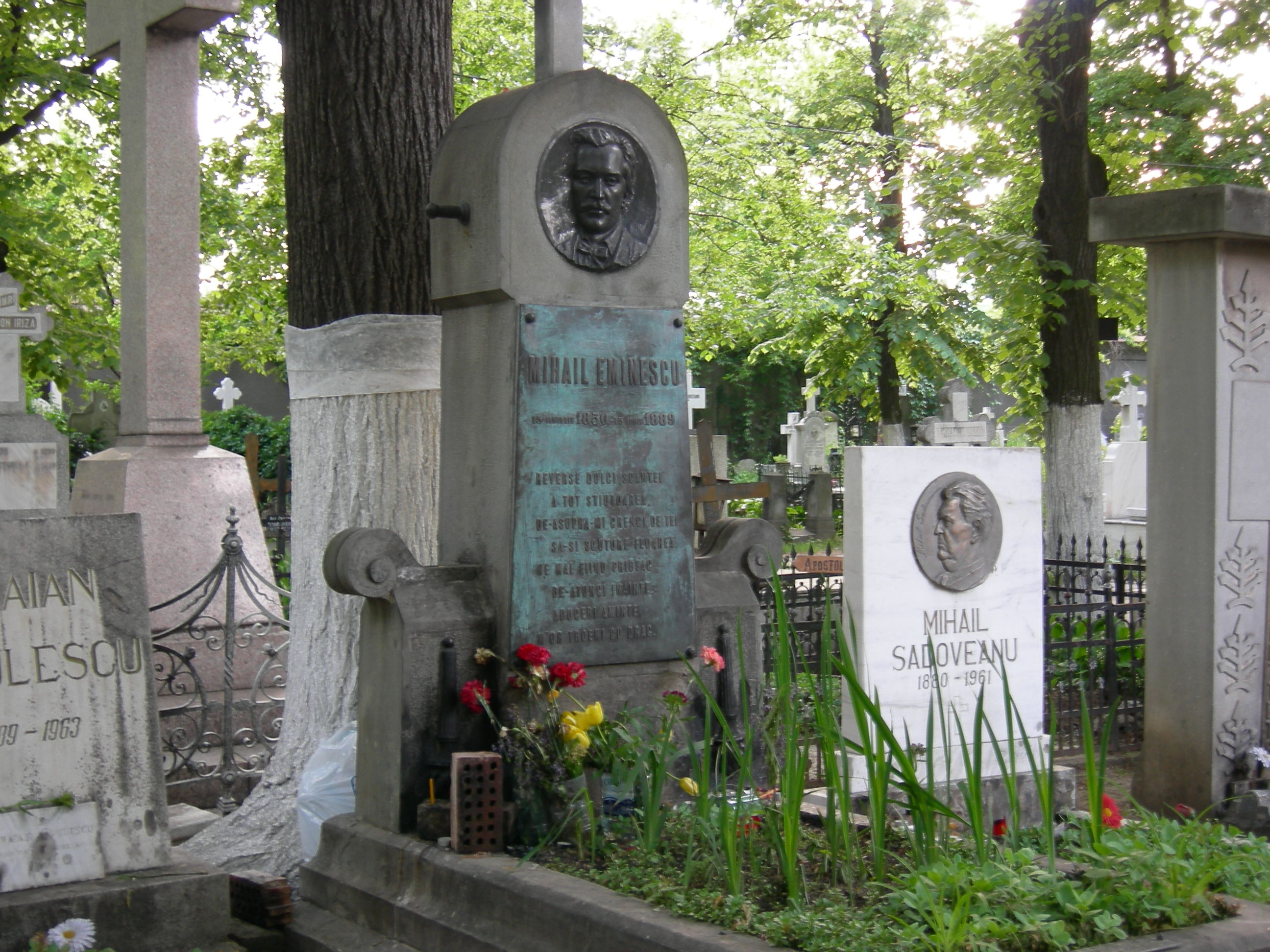
Pomnik na grobie poety Mihaia Eminescu

Cmentarz Șerban Vodă nazywany popularnie Cmentarzem Bellu – jeden z największych i najbardziej znanych cmentarzy Bukaresztu. 
Powstał w 1858 roku na gruntach przekazanych miastu w 1853 r. przez barona Barbu Bellu. Zajmuje 28 hektarów u zbiegu ulic Giurgiului, Olteniței, Viilor i Calea Șerban Vodă. 
Jest miejscem pochówku wielu ważnych postaci z historii i kultury Rumunii.

## Znani i zasłużeni pochowani na Cmentarzu Bellu
- Theodor Aman
- George Bacovia
- Ion Barbu
- Dimitrie Brândză
- Marius Bunescu
- Scarlat Callimachi
- Constantin Cândea
- Aristide Caradja
- Ion Luca Caragiale
- Toma Caragiu
- Panait Cerna
- Dina Cocea
- Corneliu Coposu
- George Coșbuc
- Hariclea Darclée
- Anghel Demetriescu
- Ovid Densusianu
- Gheorghe Dinică
- Octav Doicescu
- Ion Dolanescu
- Mihai Eminescu
- Eugen Filotti
- Evlogi Georgiev
- Hristo Georgiev
- Dimitrie Gusti
- Bogdan Petriceicu Hasdeu
- Iulia Hasdeu
- Nae Ionescu
- Iorgu Iordan
- Nicolae Iorga
- Petre Ispirescu
- Panait Istrati
- Ștefan Octavian Iosif
- Nicolae Labiș
- Ștefan Luchian
- Alexandru Macedonski
- Lia Manoliu
- Ion Minulescu
- Ovidiu Iuliu Moldovan
- Theodor Pallady
- Nicolae Paulescu
- Amza Pellea
- Camil Petrescu
- Cezar Petrescu
- Constantin Titel Petrescu
- Gică Petrescu
- Florian Pittiș
- Marin Preda
- George Pruteanu
- Nicolae Rădescu
- Dem Rădulescu
- Constantin Rădulescu-Motru
- Liviu Rebreanu
- Mihail Sadoveanu
- Dan Spătaru
- Nichita Stănescu
- Laura Stoica
- Constantin Tănase
- Maria Tănase
- Ionel Teodoreanu i jego żona Ștefana Velisar Teodoreanu
- Vasile Vasilache
- Grigore Vasiliu Birlic
- Elena Văcărescu
- Artur Văitoianu
- Aurel Vlaicu
- Traian Vuia